# Ma quant'è forte Tarzan?/Cerco un uomo
Ma quant'è forte Tarzan?/Cerco un uomo è un singolo di Sandra Mondaini pubblicato dalla CGD (catalogo CGD 10039) nel 1977.

## Descrizione
Entrambi i brani sono le sigle del varietà televisivo Noi no. I testi sono scritti da Italo Terzoli ed Enrico Vaime, mentre le musiche sono composte da Marcello De Martino.
Mentre il brano sul lato A è la sigla di chiusura del programma, il brano sul lato B è la sigla di apertura del programma.

## Staff artistico
- Sandra Mondaini – voce
- Marcello De Martino – direzione orchestrale

## Tracce

### Lato A
1. Ma quant'è forte Tarzan?

### Lato B
1. Cerco un uomo